# Konflikt v Baskicku
Konflikt v Baskicku byl ozbrojený a politický konflikt v letech 1959 až 2011 mezi Španělskem a Baskickým národně osvobozeneckým hnutím, které usilovalo o nezávislost na Španělsku a Francii.

## 2000–2011
- 22. leden 2000 — V Madridu došlo ke dvěma explozím bomb umístěných ve vozidlech.[1] Španělská policie podezřela z odpovědnosti za atentáty baskickou separatistickou organizaci ETA.[1]
- 19. duben 2000 — V západofrancouzském Quévertu došlo k bombovému útoku na restauraci firmy McDonald's.[2] Při atentátu zahynula jedna zaměstnankyně restaurace.[2] Podle pařížského ministerstva vnitra za útokem může stát baskická teroristická organizace Baskicko a jeho svoboda - ETA.[2]
- 7. květen 2000 — ETA je podezřena z vraždy novináře deníku El Mundo Josého Luise Lopeze de la Calleho.[3]
- 12. červenec 2000 — Při ranním výbuchu nálože ukryté v automobilu v centru Madridu utrpělo nejméně šest lidí lehká zranění.[4] Ze spáchání atentátu podezřívá policie separatistickou organizaci Baskicko a jeho svoboda (ETA).[4]
- 8. srpen 2000 — Ve Španělsku došlo ke třem výbuchům.[5]